# میوکیو
میوکیو (به ژاپنی: 妙玖 Myōkyū)؛ ۱۴۹۹ – ۲ ژانویهٔ ۱۵۴۶) همسر اصلی یا سی‌شیتسو موری موتوناری بود.